# Dusičnan olovnatý
Dusičnan olovnatý je ve vodě dobře rozpustná olovnatá sůl kyseliny dusičné, se vzorcem Pb(NO3)2, kde oxidační číslo olova +II. Je to značně jedovatá chemická látka. Tato látka se v 19. století vyráběla v Evropě a USA za účelem výroby olovnatých pigmentů. Postupně však byly nahrazovány netoxickými barvivy, zejména oxidem titaničitým, tzv. titanovou bělobou.

## Historie
Roku 1597 německý alchymista Andreas Libavius popsal látku, kterou nazval calx plumb dulcis, „sladké olovo“ díky chuti této látky.
Následně se tato látka využívala na výrobu různých pigmentů, zejména chromová žluť (chroman olovnatý PbCrO4). Z dusičnanu olovnatého se taky připravoval azid olovnatý Pb(N3)2.
Tato látka se používala na výrobu tetraethylolova, látky, která se přidávala do olovnatých benzínů na zvýšení oktanového čísla. Na jiné účely se tato látka moc nepoužívala, kupříkladu ve spojených státech byla spotřeba této látky, roku 1974 se ročně průmyslově spotřebovávalo jen 642 tun na jiné účely, než na výrobu barviv a olovnatých benzínů.

## Výroba
Výroba je velice jednoduchá a probíhá reakcí kovového olova s kyselinou dusičnou. Záleží na koncentraci kyseliny dusičné. Při použití velice koncentrované kyseliny dusičné vzniká jako vedlejší produkt oxid dusičitý a voda, při použití zředěnější vzniká oxid dusnatý a voda, a při použití velice zředěného roztoku kyseliny dusičné vzniká jako vedlejší produkt dusičnan amonný. Následující reakce platí pro koncentrovanou kyselinu dusičnou:

| Pb + 4 HNO3 → 2 H2O + 2 NO2 + Pb(NO3)2 | \| \| \| \| \| \| \| \| |  |
|                                        |                         |  |
|                                        |                         |  |

Popřípadě lze využít uhličitan, sulfid či oxid, ale průmyslově se však využívá nejčastěji kovové olovo. Reakce by probíhaly takto:
| PbO + 2 HNO3 → H2O + Pb(NO3)2 | \| \| \| \| \| \| \| \| |  |
|                               |                         |  |
|                               |                         |  |

| PbS + 2 HNO3 → H2S + Pb(NO3)2 | \| \| \| \| \| \| \| \| |  |
|                               |                         |  |
|                               |                         |  |

| PbCO3 + 2 HNO3 → H2O + CO2 + Pb(NO3)2 | \| \| \| \| \| \| \| \| |  |
|                                       |                         |  |
|                                       |                         |  |

## Reakce
Při zahřívání nad 470 °C (nad 743 K) dochází k rozpadu na oxid dusičitý, oxid olovnatý a kyslík, proto je společně jako ostatní dusičnany dobrým oxidačním činidlem.
| 2 Pb(NO3)2 → 2 PbO + 4 NO2 + O2 | \| \| \| \| \| \| \| \| |  |
|                                 |                         |  |
|                                 |                         |  |

S vodným roztokem dusičnanu olovnatého se provádí pokus zvaný „zlatý déšť“. Dusičnan olovnatý reaguje s vodným roztokem jodidu draselného, přičemž vznikají žluté krystalky jodidu olovnatého. Vzniklý dusičnan draselný není vidět, jelikož zůstane rozpuštěný ve vodě.
| Pb(NO3)2 (aq) + 2 KI (aq) → 2 KNO3 (aq) + PbI2 (s) | \| \| \| \| \| \| \| \| |  |
|                                                    |                         |  |
|                                                    |                         |  |

## Bezpečnost
V případě požití může nastat akutní otrava olovem. Dusičnan olovnatý je považován za pravděpodobný karcinogen (karcinogen 2A), a je spojován s rakovinou ledvin, mozku, plic a rakoviny prsu. Olovo je neurotoxické, reaguje s enzymy obsahujícími cystein, a taky reaguje s enzymy obsahující zinek, sráží bílkoviny a u těhotných žen může poškodit plod. Únik látky do přírody představuje vážný problém, avšak existují výzkumy, které zkoumají, jak zachytit sloučeniny olova. Nejefektivnější se zatím zdá být aktivní uhlí.